# Aeroporto Internacional da Cidade do México
O Aeroporto Internacional da Cidade do México (em espanhol Aeropuerto Internacional de la Ciudad de México), oficialmente Aeroporto Internacional Benito Juárez, em homenagem a Benito Juárez, é um aeroporto comercial que serve a Região Metropolitana do Vale do México, e é o principal aeroporto doméstico e internacional do México, oferecendo voos para mais de 100 destinos ao redor do mundo.
O AICM é o primeiro aeroporto mais movimentado da América Latina, seguido do Aeroporto Internacional de São Paulo e é um dos 50 mais importantes do mundo em termos de passageiros, operações e carga. O aeroporto compreende uma larga variedade de opções para os passageiros, com um hotel localizado dentro do Terminal 1 (Hilton e dois hotéis adjacentes: Camino Real e JR Inn), como outro é esperado no futuro Terminal 2.
Planos para construir um segundo aeroporto em Texcoco ou Tizayuca a fim de auxiliar as operações do AICM foram realizados pelo governo entre 2001-02, mas foram adiados para o futuro, devido a resistência dos fazendeiros locais insatisfeitos com o preço oferecido por suas terras. Por causa disso, o Aeroporto Internacional da Cidade do México está passando pela sua maior obra, incluindo novas alas no Terminal 1 (ala E) e um novo terminal, Terminal 2 (T2), este para processar adicionalmente 12 milhões de passageiros por ano, além dos atuais 24 milhões que serve o Terminal 1.

## Origem
O local original, conhecido como Llanos de Balbuena, vinha sendo utilizado para atividades aeronáuticas desde 1910. Em 30 de novembro de 1911, o Presidente Francisco I. Madero , foi o primeiro chefe de Estado do mundo a voar a bordo de um avião Deperdussin pilotado por Geo M. Dyott.  Em 1915, o aeroporto foi inaugurado como Aeroporto Militar de Balbuena com cinco pistas. A construção de um pequeno aeroporto civil começou em 1928. O primeiro pouso foi em 5 de novembro de 1928, e o serviço regular começou em 1929, mas foi oficialmente inaugurado em 15 de maio de 1931. Em 8 de julho de 1943, o Diário Oficial da Federação publicou um decreto que reconheceu o Aeroporto Central da Cidade do México como um aeroporto internacional, capaz de administrar embarques e desembarques internacionais de passageiros e aeronaves. Sua primeira rota internacional foi para o Aeroporto Internacional de Los Angeles operado pela Mexicana.

## Terminal 1
A expansão do Terminal 1 já foi concluída, incluindo um nova Ala Internacional (F), novos corredores para aumentar o fluxo de passageiros, a divisão de embarque e desembarque em diferentes níveis, um novo corredor que conecta a ala H com a F e a área de check-in (J) com um novo Duty Free, a construção de um novo nível para o lado doméstico do prédio, um novo saguão na área de embarque das áreas de check-in doméstico, a expansão do saguão interno B, como 15 novas esteiras de bagagens nos saguões E3, E4 e C2. Também a remodelação da imagem externa de ambos, partes da alfândega, imigração e salas de embarque do terminal e interiores.
Quando a obra do terminal estiver concluída, o aeroporto terá 59 portões de embarque, bem como 31 posições remotas, num total de 90 posições de estacionamento para aeronaves.

## Terminal 2

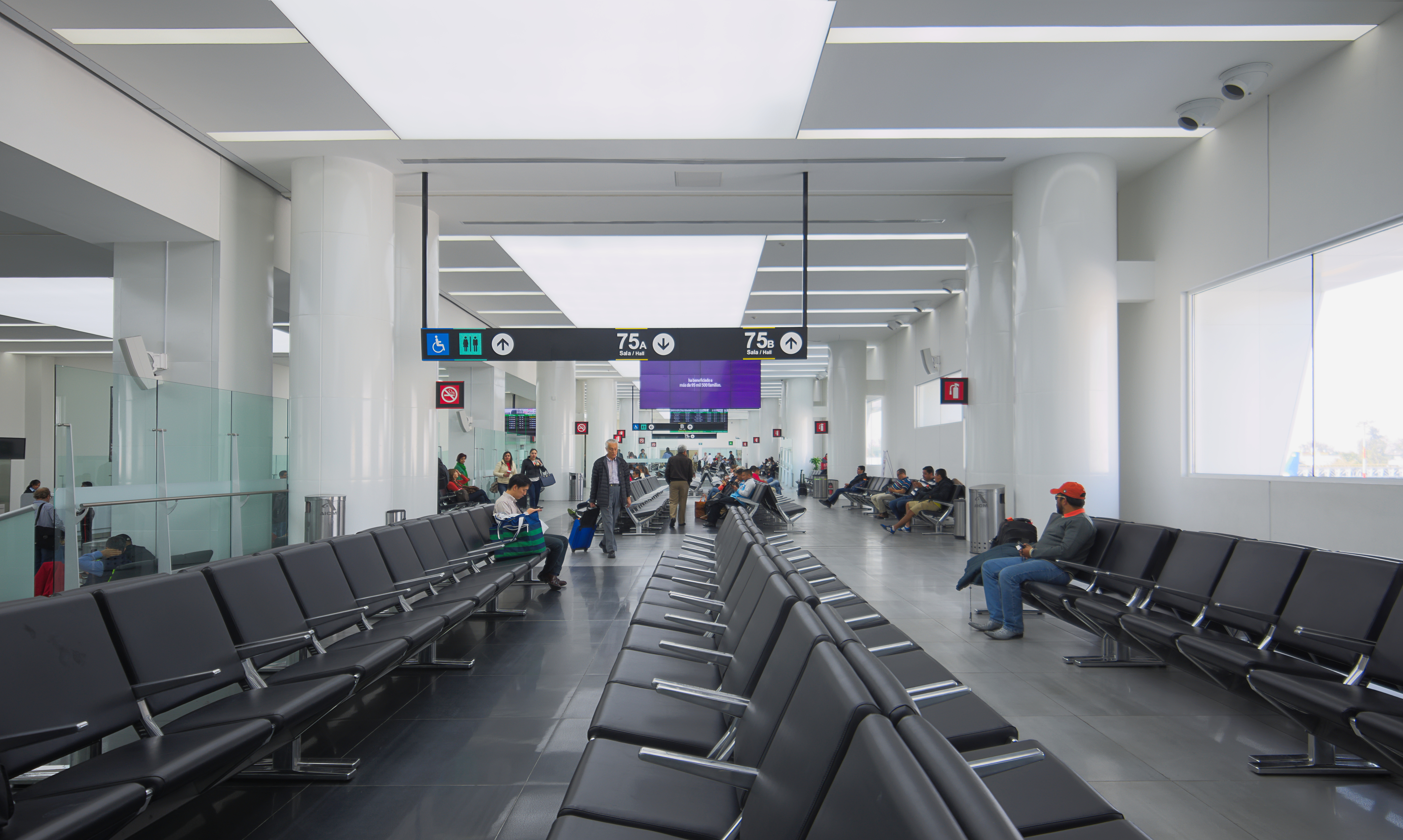
Terminal 2

Embora o T2 foi originalmente planejado para ser inaugurado em 30 de novembro de 2006, por causa de atrasos ainda está em construção. Quando aberto, irá abrigar os destinos domésticos e internacionais dos membros da aliança aérea SkyTeam voando dentro da Cidade do México, incluindo os destinos da Aeroméxico. O T2 irá compreender duas alas, A para operações domésticas e B para voos internacionais, significando que os saguões A e F1, assim como a ala H (portões H26-H36A) no Terminal 1 estarão livres para outra companhia aérea operar.
O novo Terminal 2 para Skyteam será aberto ao público em agosto de 2007.

## Metrô e serviço de ônibus
O aeroporto é servido pela estação de Metrô Terminal Aérea, localizada dentro do ala doméstica; e também por um Terminal de Ônibus, qual oferece várias linhas de ônibus com rotas para Cuernavaca, Puebla, Querétaro, Toluca, Pachuca e Córdoba. Apesar do aeroporto sempre ter uma área de ônibus, o terminal foi construído em 2003, para acomodar os muitos passageiros que utilizam o serviço de ônibus.

## Companhias e destinos
O aeroporto conecta 50 destinos domésticos e 64 internacionais na América Latina, América do Norte, Europa e Ásia. A Aeromexico atende o maior número de cidades de qualquer hub da América Latina (80), 46 domésticas e 34 internacionais. companhias aéreas estrangeiras mais proeminentes são United Airlines , American Airlines , Delta Air Lines e Avianca Holdings. 

### Passageiros
| Companhia aérea     | Destinos |
| ------------------- | --- |
| Aeromar             | Acapulco , Ciudad Victoria , Colima , Guadalajara , Ixtapa / Zihuatanejo , Ixtepec , Laredo , Lázaro Cárdenas , McAllen , Morelia , Piedras Negras , Puerto Escondido , Puerto Vallarta , Tepic , Veracruz |
| Aeromexico          | Amsterdã , Bogotá , Buenos Aires - Ezeiza , Cancún , Chicago - O'Hare , Chihuahua , Ciudad Juárez , Culiacán , Denver , Guadalajara , Havana (suspenso), Hermosillo , Las Vegas , Lima , Londres - Heathrow (retoma em 1 de dezembro , 2021), Los Angeles , Madrid , Medellín - JMC , Mérida , Mexicali , Miami , Monterrey , Montréal - Trudeau , New York - JFK , Orlando , Paris - Charles de Gaulle , Puerto Vallarta , Quito , San Francisco , San José de Costa Rica , San José del Cabo , Santiago do Chile , São Paulo - Guarulhos , Seattle / Tacoma , Seul - Incheon , Tijuana , Tóquio - Narita (1 de dezembro de 2021), Toronto - Pearson , Vancouver , Villahermosa |
| Aeroméxico Connect  | Acapulco , Aguascalientes , Austin , Campeche , Cancún , Chetumal , Chihuahua , Ciudad del Carmen , Ciudad Juárez , Ciudad Obregón , Culiacán , Dallas / Fort Worth , Durango , Cidade da Guatemala , Hermosillo , Houston - Intercontinental , Huatulco , Ixtapa / Zihuatanejo , La Paz , León / El Bajío , Los Mochis , Manágua , Manzanillo , Matamoros , Mazatlán , Mérida , Minatitlán / Coatzacoalcos , Morelia (suspenso), Nuevo Laredo , Oaxaca , Puerto Escondido , Puerto Vallarta , Querétaro , Reynosa , San Antonio , San José del Cabo , San Luis Potosí , San Pedro Sula , San Salvador , Santo Domingo - Las Américas , Tampico , Tapachula , Tegucigalpa / Comayagua (começa em 2 de dezembro de 2021), Torreón / Gómez Palacio , Tuxtla Gutiérrez , Veracruz , Villahermosa , Zacatecas |
| Air Canada          | Montreal – Trudeau , Toronto – Pearson , Vancouver |
| Ar France           | Paris - Charles de Gaulle |
| Nippon Airways      | Tóquio – Narita |
| American Airlines   | Charlotte , Dallas / Fort Worth , Los Angeles , Miami , Phoenix – Sky Harbor |
| Avianca             | Bogotá , San José de Costa Rica (begins December 1, 2021) |
| Avianca El Salvador | San Salvador |
| British Airways     | Londres – Heathrow |
| Copa Airlines       | Cidade do Panamá-Tocumen |
| Delta Airlines      | Atlanta , Detroit , Los Angeles , Minneapolis / St. Paul , Nova York – JFK , Salt Lake City |
| Emirates            | Barcelona , Dubai - Internacional |
| Iberia              | Madrid |
| KLM                 | Amsterdam |
| LATAM               | São Paulo–Guarulhos, Santiago do Chile, Lima |
| Lufthansa           | Frankfurt , Munique |
| Magnicharters       | Cancún , Huatulco , Ixtapa / Zihuatanejo , Mérida , Puerto Vallarta , San José del Cabo |
| Turkish Airlines    | Istambul |
| United Airlines     | Chicago–O'Hare , Houston–Intercontinental , Newark , San Francisco , Washington–Dulles |
| VivaAerobús         | Acapulco , Bogotá , Campeche , Cancún , Chetumal , Chihuahua , Ciudad del Carmen , Ciudad Juárez , Ciudad Obregón , Cozumel , Culiacán , Dallas / Fort Worth , Durango , Guadalajara , Hermosillo , Houston - Intercontinental , Huatulco , Ixtapa / Zihuatanejo , La Paz , Las Vegas , Los Angeles , Los Mochis , Mazatlán , Mérida , Monterrey , Nova York - JFK , Oaxaca , Puerto Escondido , Puerto Vallarta , Reynosa , San Antonio , San José del Cabo , Tampico , Tijuana , Torreón / Gómez Palacio , Tuxtla Gutiérrez , Veracruz , Villahermosa , Zacatecas |
| Viva Air Colombia   | Acapulco , Aguascalientes , Bogotá , Campeche , Cancún , Chetumal , Chicago-O'Hare , Chihuahua , Ciudad del Carmen , Ciudad Juárez , Ciudad Obregón , Cozumel , Culiacán , Dallas / Fort Worth , Denver , Durango , Fresno , Guadalajara , Hermosillo , Houston –Intercontinental , Huatulco , Ixtapa / Zihuatanejo , La Paz , Las Vegas , Los Angeles , Los Mochis , Mazatlán , Mérida , Mexicali , Miami , Monterrey , Oakland , Oaxaca , Ontario (CA) , Orlando , Puerto Vallarta , Sacramento , San Antonio , San Jose (CA) , San José del Cabo , Tapachula , Tijuana , Torreón / Gómez Palacio , Tuxtla Gutiérrez , Villahermosa |
| Volaris Costa Rica  | Guatemala City , San José de Costa Rica |
| Volaris El Salvador | San Salvador |
| Wingo               | Bogotá |

## Acidentes e incidentes
- Em 26 de setembro de 1949, uma DC-3 Mexicana de Aviacion  caiu no Popocatepetl vulcão enquanto se aproximava do aeroporto com nuvens e turbulência na rota de Tapachula; todos os 23 a bordo, incluindo a atriz Blanca Estela Pavon , perderam a vida.[8]
- Em 10 de abril de 1968, uma Douglas C-47 Aerovías Rojas  caiu ao se aproximar, matando todas as dezoito pessoas a bordo. A aeronave operava um voo doméstico regular de passageiros, que foi o voo inaugural da companhia aérea do Aeroporto Internacional de Aguascalientes para a Cidade do México.[9]
- Em 31 de outubro de 1979, o voo 2605 da Western Airlines fez uma aterrissagem forçada. A tripulação do DC-10 pousou em uma pista fechada e atingiu veículos de construção na pista. Houve 73 vítimas fatais (incluindo uma no solo) e 16 sobreviventes.[10]
- Em 12 de dezembro de 1981, uma bomba explodiu dentro da cabine de passageiros de um estacionado Aeronica Boeing 727-100 , abrindo um buraco na fuselagem. O capitão, dois comissários de bordo e um técnico de solo ficaram feridos. Eles haviam estado a bordo da aeronave para verificações antes da partida de um voo regular de passageiros com destino a San Salvador e posteriormente ao Aeroporto Internacional Augusto C. Sandino de Manágua.[11]
- Um Aero California  DC-9 invadiu uma pista em 21 de julho de 2004, durante uma intensa tempestade no aeroporto. Não houve vítimas, mas a aeronave foi destruída. No entanto, uma mulher morreu mais tarde devido a um ataque cardíaco.
- Em 4 de novembro de 2008, um LearJet 45 do Ministério do Interior mexicano caiu ao se aproximar por volta das 18:45, horário local. A bordo estava o secretário do Interior mexicano, Juan Camilo Mouriño, que era assessor do presidente Felipe Calderón. Mouriño foi o encarregado da luta contra o narcotráfico no México. Também a bordo estava José Luis Santiago Vasconcelos, ex-procurador-geral adjunto e atual chefe da secretaria técnica federal para a implementação das recentes reformas constitucionais na justiça criminal e segurança pública. Todos os oito a bordo morreram junto com outros oito no solo. 40 outras pessoas no terreno ficaram feridas. O acidente foi atribuído a um erro do piloto.[12]
- Em 9 de setembro de 2009, o sequestrado da voo Aeroméxico 576 pousou no Aeroporto Internacional da Cidade do México vindo do Aeroporto Internacional de Cancún.[13]
- Em 13 de setembro de 2009, um Lufthansa Cargo McDonnell-Douglas MD-11 foi danificado em um pouso pesado. A inspeção pós-pouso revelou que havia rugas na pele da fuselagem e que o trem de pouso estava torto.[14] De acordo com um porta-voz da Lufthansa, a aeronave seria reparada e devolvida ao serviço completo.[15]